# Netira
Neṭira (décédé en 916) était un financier et courtisan juif babylonien. Le fait qu'il ne soit connu que par son prénom, sans que soit mentionné celui de son père, indique l'importance qu'il avait acquise après de ses contemporains.
Beau-fils de Joseph ben Pinḥas, il travaille pour lui et son associé Aaron ben Amram, mais lorsque Al-Mu`tadid accède au califat, en 892, Netira est déjà le Juif le plus influent de Babylonie, et le demeurera jusqu'à sa mort.
 Il se sert de ses privilèges et de sa position de courtisan pour protéger les Juifs et contrecarrer de nombreux projets fomentés contre eux par le vizir d'Al-Mu`tadid, Ibn-Abi al-Bagl. Il se serait aussi opposé à l'abolition de la jizya (taxe à payer par un non-musulman résidant en terre d'islam) pour les Juifs, arguant qu'une telle mesure encouragerait les massacres, si les Juifs n'étaient plus considérés comme des dhimmis(« protégés » par le pouvoir musulman).
Netira intervient également dans les affaires intérieures de la diaspora babylonienne, soutenant le Rav Yehouda Gaon de Poumbedita (et non Mar Cohen Tzedek, comme le rapporte Nathan HaBavli) dans le conflit qui l'oppose à l'exilarque Mar 'Oukva. Celui-ci sera en conséquence déposé deux fois, et banni à Kairouan, où il finira ses jours.
Netira transmet sa richesse et son pouvoir à ses trois fils.
 Les deux premiers, Sahl et Isaac, suivent l'exemple de leur père, et soutiennent Saadia Gaon (qui a par ailleurs été le maître de Sahl lorsqu'il enseignait à Poumbedita) lors de sa nomination au gaonat de Soura, puis dans la dispute qui l'oppose deux ans plus tard à l'exilarque David ben Zakkaï. L'issue de cette dispute, à savoir l'exil de Yoshia ben Zakkaï, le contre-exilarque désigné par Saadia, et la mise à l'écart de Saadia lui-même, tendent fortement à suggérer que les frères Netira avaient perdu une grande partie de leur influence à cours lorsque Al-Qahir devint calife, en 932.
Il semblerait que le troisième fils, Joseph ben Netira ait été l'un des dirigeants de la communauté de Fostat dans la seconde moitié du Xe siècle.
Le nom de Netira a été choisi comme patronyme par une partie de ses descendants.